# Pierwsza Linia
Pierwsza Linia (wł. Prima Linea, PL) – włoska organizacja terrorystyczna.

## Historia
Utworzona w 1976 roku. Działała głównie w miastach przemysłowych na północy Włoch. Została niemal całkowicie rozbita po fali aresztowań z 1980 roku. Wielu zatrzymanych członków PL podjęło się współpracy z organami ścigania, co doprowadziło do dalszych aresztowań. PL rozwiązała się w czerwcu 1983 roku. Niedobitki formacji utworzyły Komunistyczną Organizację Wyzwolenia Proletariatu.
Rywalizowała z Czerwonymi Brygadami. Publicznie potępiła porwanie Alda Moro przez Czerwone Brygady.
Liderami organizacji byli Marco Donat-Cattin, Michele Viscardi, Susanna Ronconi, Sergio Segio i Barbara Azzaroni.

## Najważniejsze ataki przeprowadzone przez grupę
- 29 kwietnia 1976 roku dwóch członków grupy zabiło w Mediolanie prawnika prawicowej partii Włoski Ruch Socjalny[1].

- w maju 1977 roku podpaliła magazyny Siemensa w Mediolanie (robotnikom groziły zwolnienia w związku z groźbą ograniczenia produkcji)[3].

- 11 października 1978 roku czteroosobowe komando PL zabiło profesora kryminologii w Neapolu[1].

- 11 grudnia 1979 roku dziesięciu członków grupy zaatakowało Instytut Zarządzania Biznesem w Turynie. Napastnicy strzelali w nogi wykładowców i studentów. 10 osób zostało rannych[1].

- 21 stycznia 1982 roku siedmiu członków grupy zabiło dwóch policjantów. Jeden z terrorystów zginął w wymianie ognia[1].

## Liczebność
Liczebność PL według lat:
- 1976: 20 bojowników i 1500-2000 współpracowników
- 1979: 2500
- 1983: 100

## Wsparcie zagraniczne
Członkowie grupy zakupili broń od Ludowego Frontu Wyzwolenia Palestyny i Libii.
Niektórzy terroryści ukrywali się we Francji. Tam współpracowali z Akcją Bezpośrednią.
Grupa terrorystów przeszła szkolenie u boku członków baskijskiego ETA.

## Ideologia
Pod względem ideologicznym zajmowała pozycje rewolucyjno-komunistyczne i antyfaszystowskie. Celem PL była budowa dyktatury proletariatu i obalenie kapitalizmu. Reprezentowała nurt tzw. „zbrojnego reformizmu” (wymuszanie cząstkowych reform przy pomocy terroryzmu)..